# Systoechus fusciventris
Systoechus fusciventris är en tvåvingeart som beskrevs av Hesse 1938. Systoechus fusciventris ingår i släktet Systoechus och familjen svävflugor. Inga underarter finns listade i Catalogue of Life.